# Darwin (Australië)
Darwin is de hoofdstad van het Noordelijk Territorium van Australië. De stad heeft 132.045 inwoners (2016) en is de noordelijkst gelegen stad van het land. Darwin is gedurende de 20e eeuw tweemaal grotendeels verwoest. Op 19 februari 1942 werd de stad aangevallen door zo'n 150 Japanse gevechtsvliegtuigen. Tijdens de kerstdagen van 1974 trok de cycloon Tracy over de stad. Dit kostte 49 mensen het leven terwijl ongeveer 70% van de bebouwing werd verwoest. Sindsdien is de stad opgebouwd tot een moderne tropische stad. De plaats is als Port Darwin in 1839 door John Clements Wickham genoemd naar Charles Darwin tijdens de derde expeditie van de HMS Beagle (1820).
Darwin beschikt onder andere over een botanische tuin met een grote collectie palmen en vele orchideeën. Daarnaast is er het Arts and Science Museum. In Darwin staat ook de enige universiteit van het Noordelijk Territorium, de Charles Darwin University. Vanuit Darwin worden verschillende excursies georganiseerd naar nationale parken in de wijde omgeving. De bekendste zijn Litchfield en Kakadu.
Darwin ligt erg geïsoleerd van grote steden in de rest van Australië. Sinds 1 februari 2004 is de spoorlijn van Alice Springs naar Darwin in gebruik, waardoor men per spoor van Darwin naar Port Augusta en Adelaide kan reizen met de beroemde trein The Ghan over een afstand van ruim 3000 kilometer. Sydney ligt zo'n 4500 kilometer van Darwin verwijderd, Melbourne zo'n 3800 kilometer.
Darwin is de startplaats van de tweejaarlijkse World Solar Challenge. Ook is Darwin bekend om de jaarlijks terugkerende evenementen, zoals het Darwin Festival, BASSINTHEGRASS, Darwin Lions Beer Can Regatta en Darwin Fringe.
Locals, maar ook zeker toeristen genieten in de dry season van de tropische lifestyle en trekken veel naar de kust. De meest populaire plekken langs dekust van Darwin zijn Nightcliff, East Point Reserve, Lee Point, Casuarina Beach en Darwin Waterfront. 
In 2022 had Darwin de laagste mediane leeftijd in Australië (34.5 jaar) van de grote steden (landelijk: 38.5 jaar).

## Stedenbanden
- Ambon (Indonesië)
- Anchorage (Verenigde Staten)
- Dili (Oost-Timor)
- Haikou (China)
- Honolulu (Verenigde Staten)
- Kalymnos (Griekenland)
- Milikapiti (Australië, Melville-eiland)

## Geboren in Darwin
- Andrew N. Liveris (1954), CEO en chairman van Dow Chemical
- Frank Farina (1964), voetbalcoach en voormalig profvoetballer
- Mark Hickman (1973), hockeyer
- Graeme Brown (1979), wielrenner
- Jessica Mauboy (1989), zangeres
- Jeremy Cumpston (1967), acteur en dokter